# ロッテ・アイスナー
ロッテ・アイスナー（Lotte Henriette Eisner、1896年3月5日 ベルリン - 1983年11月25日 ヌイイ＝シュル＝セーヌ）は、ドイツ・フランスの映画批評家、歴史家、著述家、詩人である。

## 来歴・人物
1896年3月5日、プロイセン王国（現ドイツ）の首都ベルリンで、ユダヤ人の商家に生まれる。ベルリンとミュンヘンでの学業のあと、1927年から、演劇・映画批評家として、当時ベルリンで発行されていた日刊映画新聞である『フィルム・クリア』紙などのドイツ紙で書いていた。
ユダヤ系の出自によるナチの迫害を避けるため、1933年にドイツからフランスへ逃れることを余儀なくされる。第二次世界大戦中は一時潜伏していたものの拘束され、フランス・ピレネー＝アトランティック県ギュルスに置かれた収容所に抑留された。これを生き抜いてフランス解放後にはパリに戻り、1945年から引退する1975年まで、シネマテーク・フランセーズのチーフ・アーキヴィストとしてその創始者アンリ・ラングロワの側近で働いた。
アイスナーは、『カイエ・デュ・シネマ』誌、『ラ・ルヴュ・デュ・シネマ』誌といった月刊誌に書き続けた。重要な映画史の書籍『呪われた銀幕 The Haunted Screen』を著し、ドイツ表現主義の映画をナチ時代のドイツへの到来への予感として描き出した。
1968年、ヴェルナー・ヘルツォーク監督の長篇SF映画『蜃気楼』（1971年）にナレーターとして声の出演をする。
1974年、アイスナー重病および危篤の報を受けたドイツの映画監督のヴェルナー・ヘルツォークは、彼女の境遇に変化をもたらそうとミュンヘンからパリまで徒歩旅行を行った。この体験は、ヘルツォーク自身の著書にまとめられている

。その甲斐があってか、アイスナーは回復し、その後、9年も生きながらえた。同年、その長年のドイツ映画への貢献のため、ドイツ映画賞名誉賞を受賞。
1982年、レジオンドヌール勲章を受章。1983年11月25日、パリ郊外オー＝ド＝セーヌ県ヌイイ＝シュル＝セーヌで死去。87歳没。
翌1984年に公開されたヴィム・ヴェンダース監督の映画『パリ、テキサス』は彼女への献辞が付されている。1986年に公開されたヘルツォーク監督自身による28分の短篇『ヴェルナー・ヘルツォークの肖像 Portrait Werner Herzog』には、在りし日のアイスナーが登場する。また、ジャン＝リュック・ゴダールの大作『ゴダールの映画史』（1988年 - 1998年）には、「そうではないか、ジャン＝ジョルジュ・オリオールよ…ジェイ・レダよ…ロッテ・アイスナーよ」と、『ラ・ルヴュ・デュ・シネマ』執筆者たちの名を呼びかけるシーンが存在する。
長年ラングロワの側近であったので、エドガルド・コザリンスキー監督の『市民ラングロワ Citizen Langlois』（1979年）、ジャック・リシャール監督の『アンリ・ラングロワ ファントム・オブ・シネマテーク Le Fantôme d'Henri Langlois』（2004年）にアーカイヴ・フッテージで登場している。また、イランのソフラブ・シャヒド・サレス監督による彼女の伝記ドキュメンタリー『ロッテ・アイスナーの長い旅路 Die Langen Ferien der Lotte H. Eisner』が1979年に発表された。

## 著書
- Murnau ISBN 0436097001
- Fritz Lang ISBN 0306802716
- Haunted Screen ISBN 0520024796
- Ich hatte einst ein schoenes Vaterland ISBN 3423108487
- Die Daemonische Leinwand ISBN 3936298211

## 関連事項
- ギュルス（Gurs）
- ギュルス収容所（Camp Gurs）
- フランス解放（Liberation）
- フィルム・クリア（Film-Kurier）
- ソフラブ・シャヒド・サレス（Sohrab Shahid-Saless）
- ベルナール・エイゼンシッツ - Fritz Langをフランス語訳

## 註
1. ↑  
Herzog, Werner (2007) (英語). Of Walking In Ice: Munich - Paris, 23 November - 14 December 1974. Free Association. ISBN 978-0-9796121-0-7
ヘルツォーク, ヴェルナー 著、藤川芳朗 訳『氷上旅日記―ミュンヘン-パリを歩いて』白水社、1993年。ISBN 978-4560042960。
2. ↑  蓮實重彦『ゴダールの「孤独」 - 『映画史』における「決算」の身振りをめぐって』
初出『ゴダールの世紀』（雑誌「ユリイカ 詩と批評」2002年5月号特集、青土社、2002年4月25日 ISBN 4791700899）